# Seeboden am Millstätter See
Seeboden am Millstätter See is een gemeente in de Oostenrijkse deelstaat Karinthië, gelegen in het district Spittal an der Drau. De gemeente heeft ongeveer 6600 inwoners.

## Geografie
Seeboden am Millstätter See heeft een oppervlakte van 44,41 km². Het ligt in het zuiden van het land, aan de noordkant van de Millstätter See.

## Foto's

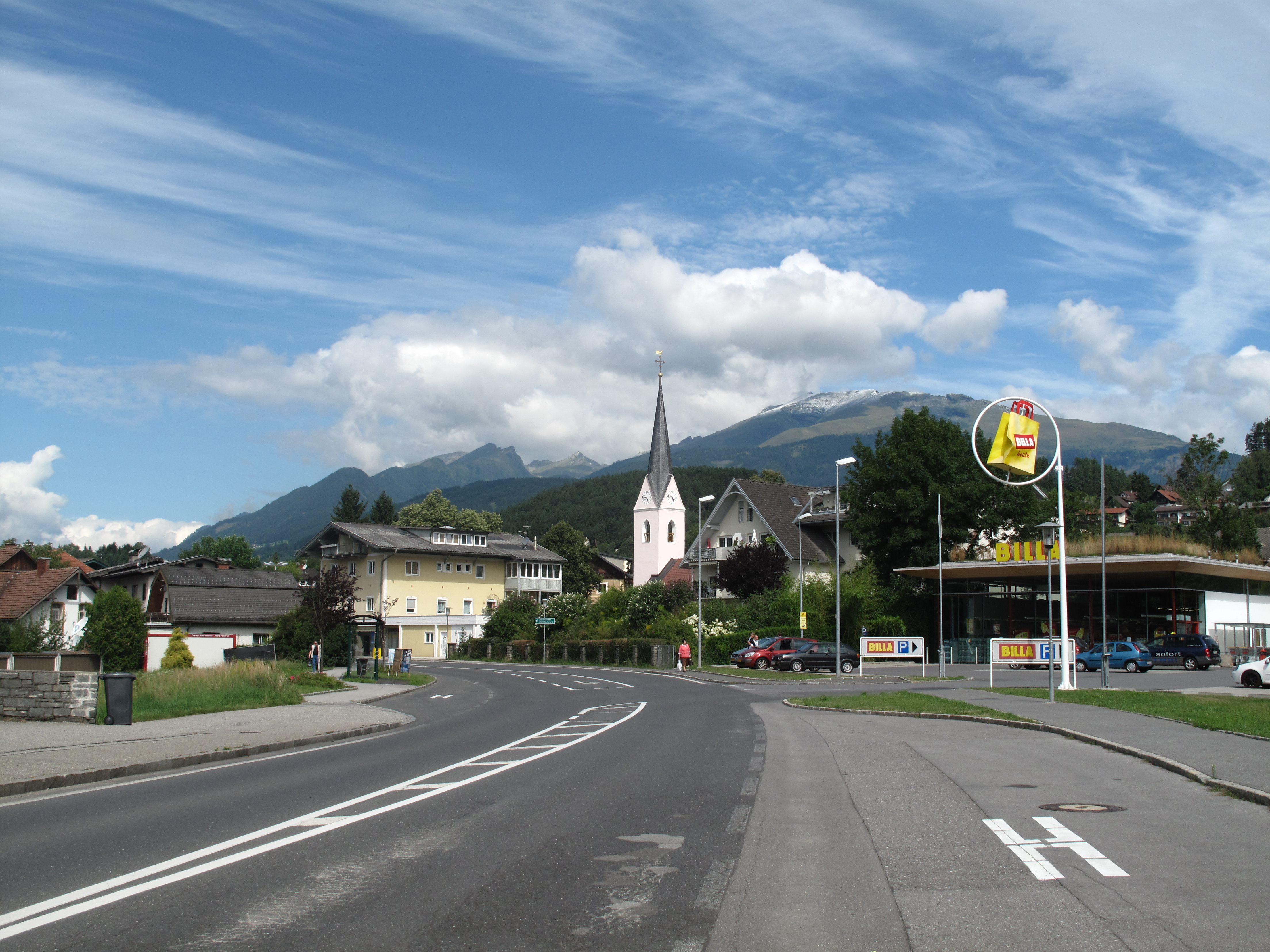
Seeboden, straatgezicht met kerk
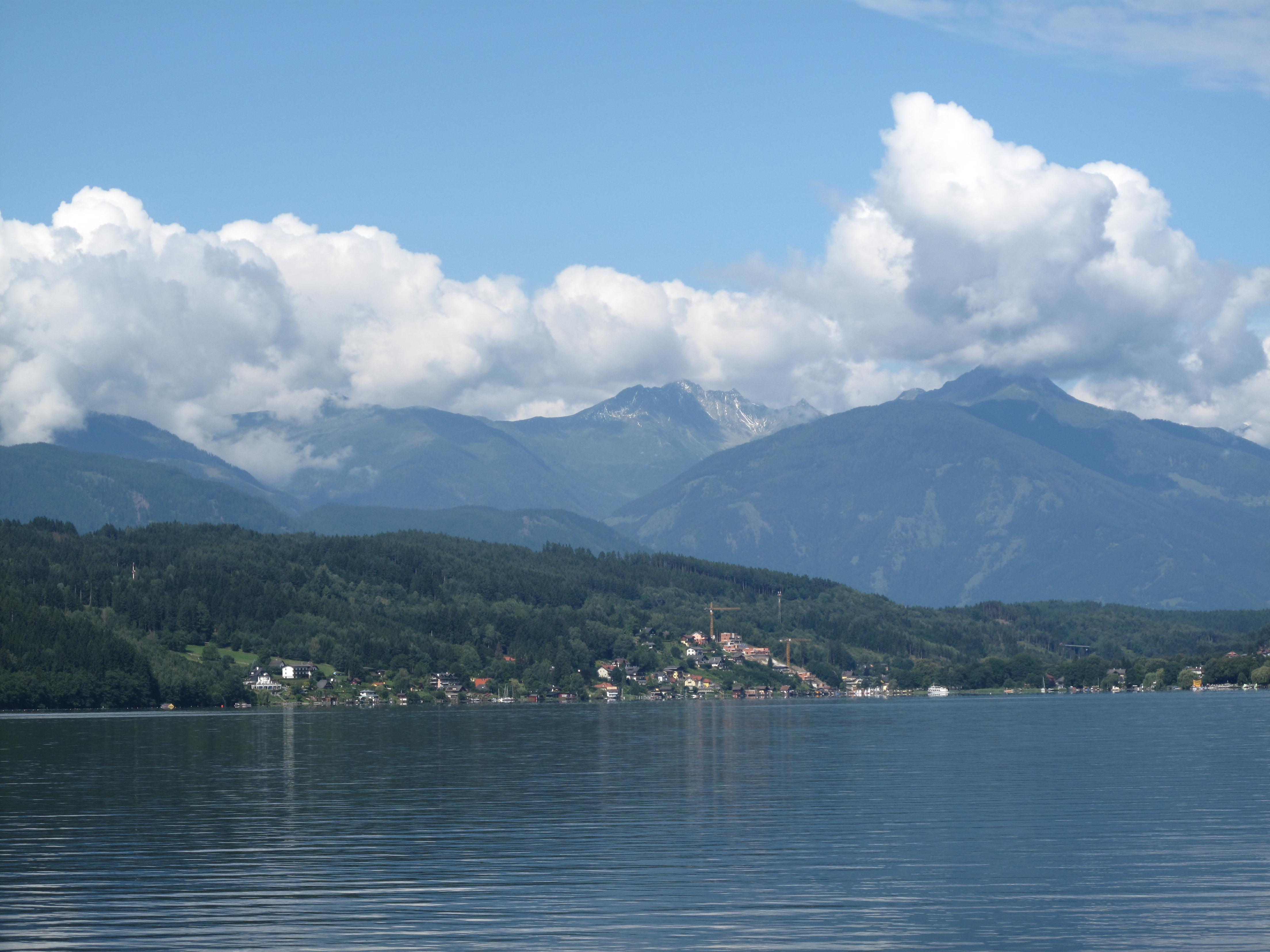
Seeboden, dorpsgezicht (zuidelijk deel)
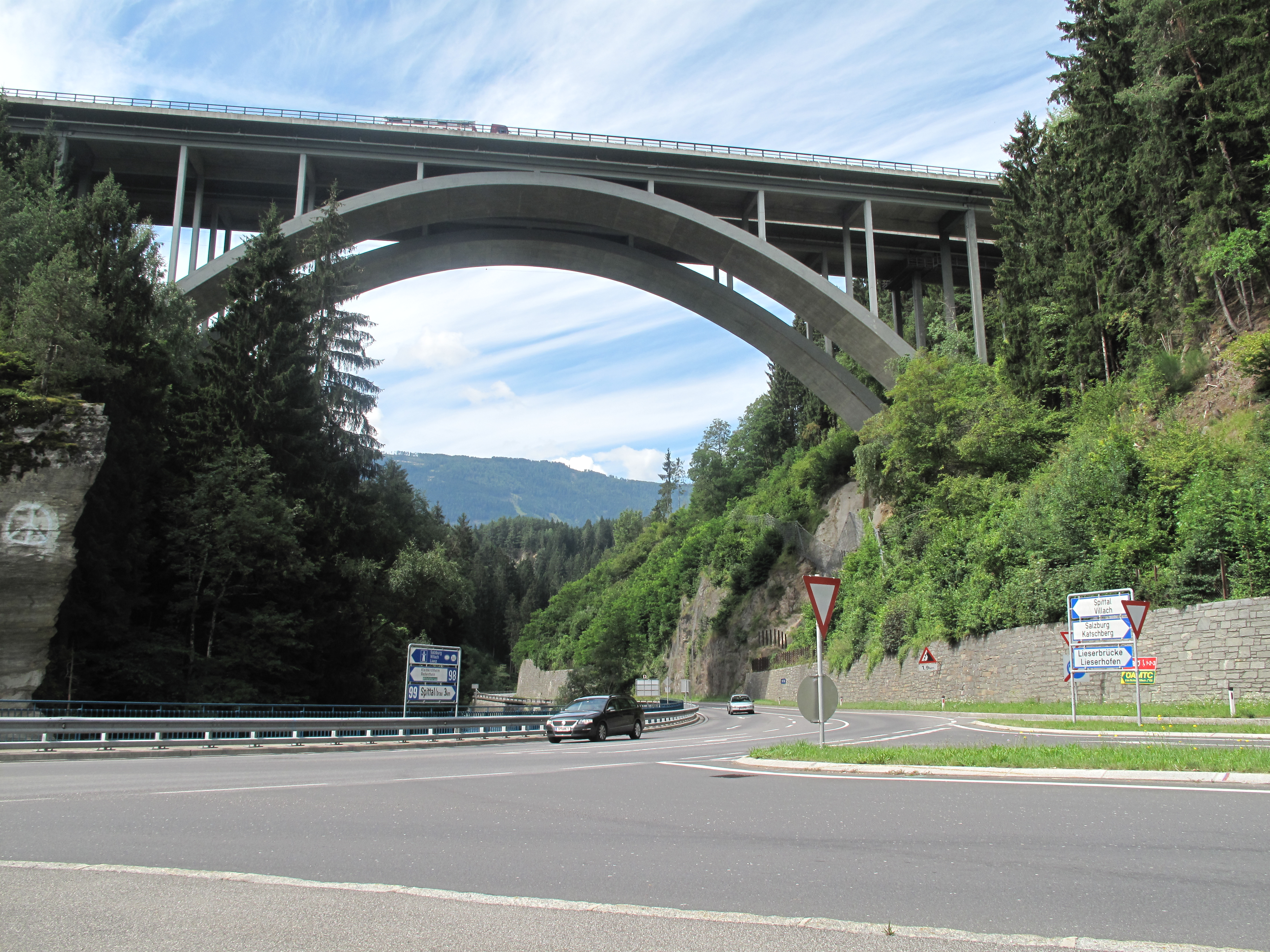
tussen Lieserbrücke en Seeboden, viadukt

Bad Kleinkirchheim · Baldramsdorf · Berg im Drautal · Dellach im Drautal · Flattach · Gmünd in Kärnten · Greifenburg · Großkirchheim · Heiligenblut am Großglockner · Irschen · Kleblach-Lind · Krems in Kärnten · Lendorf im Drautal · Lurnfeld · Mallnitz · Malta in Kärnten · Millstatt am See · Mörtschach · Mühldorf · Oberdrauburg · Obervellach · Radenthein · Rangersdorf · Reißeck · Rennweg am Katschberg · Sachsenburg · Seeboden am Millstätter See · Spittal an der Drau (stad) · Stall · Steinfeld · Trebesing · Weissensee · Winklern
- Gemeinsame Normdatei: 4054100-9
- Nationale Bibliotheek van Israël: 987011472067005171
- Virtual International Authority File: 238994230